# La Pava (Argelers)
La Pava (en francès La Pave), és un poblet del terme comunal d'Argelers, a la comarca del Rosselló, de la Catalunya del Nord.

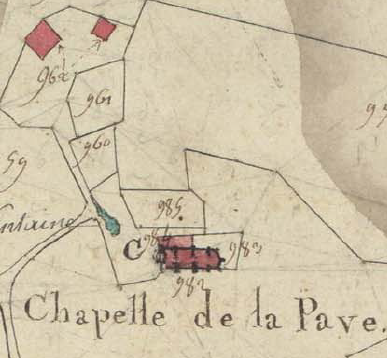
La Pava en el Cadastre napoleònic del 1812 (Arxius Departamentals dels Pirineus Orientals)

Està situat en el sector sud-oest del terme comunal al qual pertany, a uns 4 quilòmetres al sud-oest de la vila d'Argelers.
Conté l'església de Sant Ferriol de la Pava.